# ميروسلاف توديتش
ميروسلاف توديتش مواليد 6 يناير 1985 في جمهورية البوسنة والهرسك الاشتراكية، هو لاعب كرة سلة بوسني. بدأ مسيرته الاحترافية في سنة 2003. يبلغ طوله 6 قدم 9 بوصة (2.1 م).

## المسيرة الاحترافية
لعب مع نادي كركا لكرة السلة في موسم 2003–2004، ثم لعب مع نادي أوليمبيا لكرة السلة في سنة 2004، ثم لعب مع سكايلاينرز فرانكفورت في الدوري الألماني من سنة 2004 إلى 2007، ثم لعب مع نادي أولمبيا لاريسا لكرة السلة في موسم 2009–2010، ثم لعب مع سندسفال دراغونز في سنة 2010.

## روابط خارجية
- ميروسلاف توديتش على موقع الدوري الأوروبي لكرة السلة (الإنجليزية)
- ميروسلاف توديتش على موقع كرة السلة الأوروبية.كوم (الإنجليزية)
- ميروسلاف توديتش على موقع ريلجم (الإنجليزية)
- ميروسلاف توديتش على موقع بروبوليرز (الإنجليزية)
- ميروسلاف توديتش على موقع سبورتس رفرنس (الإنجليزية)